# Bobov Dol
Bobov Dol (în bulgară Бобов дол) este un oraș în Obștina Bobov Dol, Regiunea Kiustendil, Bulgaria. Economia orașului se bazează pe exploatarea cărbunilor și producerea de energie electrică. Termocentrala de aici are o putere instalată de peste 610 MW.

## Demografie
Componența etnică a orașului Bobov Dol
     Bulgari (88,32%)
     Romi (4,93%)
     Nicio identificare (5,56%)
     Altele (1,65%)
La recensământul din 2011, populația orașului Bobov Dol era de 5.737 locuitori. Din punct de vedere etnic, majoritatea locuitorilor (88,32%) erau bulgari, cu o minoritate de romi (4,93%). Pentru 5,56% din locuitori nu este cunoscută apartenența etnică.